# Vragel da Silva
Vragel da Silva (ur. 29 marca 1974 w Rio de Janeiro) – brazylijski piłkarz występujący na pozycji obrońcy.

## Kariera
Da Silva zawodową karierę rozpoczynał w 1994 roku w klubie Campo Grande. Spędził tam trzy lata. W 1997 roku przeszedł do duńskiego zespołu Brøndby IF. W 1998 roku zdobył z nim mistrzostwo Danii oraz Puchar Danii. W 1999 roku wraz z klubem wywalczył natomiast wicemistrzostwo Danii. W barwach Brøndby da Silva  rozegrał tam 45 spotkań. W styczniu 2000 roku został wypożyczony do niemieckiego Karlsruher SC, grającego w 2. Bundeslidze. W tym klubie rozegrał 17 spotkań i zdobył 2 bramki.
Po zakończeniu sezonu 1999/2000 podpisał kontrakt z SSV Ulm 1846 (2. Bundesliga). W jego barwach zadebiutował 14 sierpnia 2000 w wygranym 2:1 meczu z MSV Duisburg. W drużynie Ulm był rezerwowym. Na koniec sezonu 2000/2001 zajął z Ulm szesnaste miejsce w lidze i spadł z nim do Regionalligi. Wówczas odszedł z klubu.
W 2001 roku przeszedł do pierwszoligowego Energie Cottbus. W Bundeslidze zadebiutował 11 sierpnia 2001 roku w wygranym 1:0 pojedynku z 1. FC Nürnberg. 19 sierpnia 2001 roku w wygranym 3:2 meczu z Herthą BSC strzelił pierwszego gola w Bundeslidze. W 2003 roku spadł z klubem do 2. Bundesligi. W 2006 roku wrócił z nim do Bundesligi. W 2009 roku, po spadku Energie do 2. Bundesligi, zakończył karierę.